# AFC Asian Cup (mænd)
AFC Asian Cup arrangeres hvert 4. år af Asian Football Confederation, det asiatiske fodboldforbund. Efter 2004 blev det besluttet at flytte mesterskabet for at undgå kollision med andre turneringer. Næste arrangement blev derfor lagt til 2011.
Mesterskabet blev arrangeret første gang i 1956. Japan, Iran og Saudi-Arabien har alle vundet tre gange hver. I tillæg til de asiatiske nationaer er også Australien med i turneringen. Israel har været med tidligere, men er gået over til at blive medlem af UEFA.
Qatar er regerende mestre efter en sejr på 3-1 over Japan i 2019.

## Vindere af mesterskabet
| Årstal | Vinder        | Tabende finalist              | Værtskab                      |
| ------ | ------------- | ----------------------------- | ----------------------------- |
| 1956   | Sydkorea      | Israel                        | Hongkong                      |
| 1960   | Sydkorea      | Israel                        | Sydkorea                      |
| 1964   | Israel        | Indien                        | Israel                        |
| 1968   | Iran          | Burma                         | Iran                          |
| 1972   | Iran          | Sydkorea                      | Thailand                      |
| 1976   | Iran          | Kuwait                        | Iran                          |
| 1980   | Kuwait        | Israel                        | Kuwait                        |
| 1984   | Saudi-Arabien | Kina                          | Singapore                     |
| 1988   | Saudi-Arabien | Sydkorea                      | Qatar                         |
| 1992   | Japan         | Saudi-Arabien                 | Japan                         |
| 1996   | Saudi-Arabien | De forenede arabiske emirater | De forenede arabiske emirater |
| 2000   | Japan         | Saudi-Arabien                 | Libanon                       |
| 2004   | Japan         | Kina                          | Kina                          |
| 2007   | Irak          | Saudi-Arabien                 | Sydøstasien                   |
| 2011   | Japan         | Australien                    | Qatar                         |
| 2015   | Australien    | Sydkorea                      | Australien                    |
| 2019   | Qatar         | Japan                         | Forenede Arabiske Emirater    |
| 2023   | Qatar         | Kuwait                        | Qatar                         |